# Les Neiges de l'Himalaya
Albums de Dorothée
Chagrin d'amour
(1990) Une histoire d'amour
(1992)
Les Neiges de l'Himalaya est un album studio de Dorothée sorti en octobre 1991.
Le premier single Les Neiges de l'Himalaya se classe 8e du Top 50 et devient un des tubes les plus connus de la chanteuse. 
Avec ce 11e opus, elle réalise le record le plus élevé de sa carrière : 18 représentations à Bercy lors du Bercy 92 et 500 000 spectateurs en tournée en France.
À l'époque, cet album de Dorothée est le dernier à sortir en format 33 tours.
Ce disque contient le générique d'un dessin animé du Club Dorothée créé par AB Productions, Les Jumeaux du bout du monde, et Mon plus beau cadeau, signée Michel Jourdan (une déclaration d'amour à son public inspirée par Ma plus belle histoire d'amour de Barbara). 
Trois singles seront extraits de cet album : Les Neiges de l'Himalaya, Le collège des cœurs brisés et Où est le garçon ?. 

## Titres
| No  | Titre                        | Durée |
| --- | ---------------------------- | ----- |
| 1.  | Les Neiges de l'Himalaya     |       |
| 2.  | Et la pluie                  |       |
| 3.  | Oh quelle histoire           |       |
| 4.  | Una canzone blu              |       |
| 5.  | Les jumeaux du bout du monde |       |
| 6.  | Mon plus beau cadeau         |       |
| 7.  | Même les baleines            |       |
| 8.  | Où est le garçon ?           |       |
| 9.  | Marylou                      |       |
| 10. | Le petit cœur                |       |
| 11. | Le Collège des cœurs brisés  |       |
| 12. | Monsieur Bill                |       |
| 13. | Tous les jours de bonheur    |       |
| 14. | Ma valise pour danser        |       |

## Singles
- Les Neiges de l'Himalaya (octobre 1991).
- Le Collège des cœurs brisés (mars 1992).
- Où est le garçon ? (juin 1992).

## Crédits
- Paroles : Jean-François Porry.
- Musiques : Jean-François Porry / Gérard Salesses.
- Sauf Mon plus beau cadeau : Paroles et musique de Michel Jourdan.